# Медаль «В память русско-японской войны»
Медаль «В память русско-японской войны» — медаль Российской империи для награждения военных, участвовавших в русско-японской войне, а также для награждения медицинских работников и священников, состоящих на службе, штатских лиц, отличившихся в военных действиях. Учреждена 21 января 1906 года по указу императора Николая II. Медаль имела три основных варианта, изготовленных из разного металла: из серебра, бронзы, тёмной бронзы (медь).

## Порядок вручения
Медали из разных металлов вручались разным категориям награждаемых. Серебряный вариант предназначался для награждения защитников Квантунского полуострова (также Гуаньдун) и Порт-Артура (ныне Люйшунь). Награждены были все лица, участвовавшие в данных военных событиях, в том числе даже жители Порт-Артура, участвовавшие в его защите.
Вариант медали из светлой бронзы полагался всем военным и морякам, независимо от звания и должности, в том числе добровольцам, которые побывали хотя бы в одном сражении против врага на суше или на море.
Медали из темной бронзы (меди) были вручены военным, не принимавшим прямого участия в боях, но состоящим на службе в действовавших армиях и находившихся до дня ратификации мирного договора на Дальнем Востоке и вдоль Транссибирской магистрали и Самаро-Златоустовской железной дороги, в местностях, находившихся на военном положении. Аналогично с другими вариантами медали, награждались военные, моряки, пограничники, ополченцы, священники, врачи, если эти лица находились по обязанностям службы при войсках или врачебных заведениях.

## Описание медали
Медаль сделана из одного из трёх металлов: серебра, бронзы, тёмной бронзы (медь). Диаметр 28 мм. На лицевой стороне медали изображено Всевидящее око, окруженное лучами. В нижней части, вдоль бортика, надпись: «1904-1905.». На оборотной стороне горизонтальная надпись славянским шрифтом в пять строк:
вознєсєтъ
васъ Господь
въ своє
времѧ
Надпись на обороте медали является цитатой из Нового Завета (1 Петра. 5:6).

Итак смиритесь под крепкую руку Божию, да вознесет вас в своё время.
Первое соборное послание святого апостола Петра, 5:6.

Согласно книге А. А. Игнатьева «Пятьдесят лет в строю», надпись на обороте родилась в результате курьёза - там утверждается, что первоначально на обороте должен был быть текст «ДА ВОЗНЕСЕТЪ ВАСЪ ГОСПОДЬ», но при утверждении проекта медали Николай II дописал: «В своё время доложить», что и породило в итоге новый текст. Устойчивость этой версии поддерживалась фактом существования медалей, отчеканеных в частных мастерских, на которых на обороте есть укороченный текст «ДА ВОЗНЕСЕТЪ ВАСЪ ГОСПОДЬ». В действительности при утверждении рисунка медалей Николай II лично выбрал текст на обороте сразу в том виде, в котором он и появился на медалях.
Существовало множество вариантов медали, что связано с тем, что допускалось изготовление медали частными мастерскими. Основной тираж был изготовлен на Санкт-Петербургском монетном дворе.

## Порядок ношения
Медаль имела ушко для крепления к колодке или ленте. Носить медаль следовало на груди. Лента медали — соединенная Александровско-Георгиевская и отличается от Георгиевско-Александровской ленты медалей «За покорение Западного Кавказа», «За покорение Чечни и Дагестана». C 1 марта 1906 года раненые или контуженые в боях русско-японской войны, согласно указу Николая II, получили право носить медали на ленте с дополнительным бантом того же цвета. Во время русско-японской войны  ранения или контузии в боях получило около 158 600 человек.

## Изображение медалей
- Лента